# Bonsoir Mireille
Albums de Mireille Mathieu
Es ist Zeit für Musik
(1978) Mireille Mathieu à Moscou
(1987)
Bonsoir Mireille est un disque de Mireille Mathieu sorti en 1982 en Allemagne sous le label Ariola. Sur ce disque se trouve l'enregistrement d'une émission de télévision que Mireille a faite en Allemagne en 1982 sur la chaîne allemande ZDF.

## Chansons de l'album
- Face 1

1. Medley (Meine Welt ist die Musik, Bravo tu as gagné, Une femme amoureuse, Mon homme, Santa Maria, Hinter den Kulissen von Paris)
2. Nous, comme des fous/Waltz of Goodbye (Charles Level/Michael Kunze/Johannes Brahms)
3. Wenn Kinder singen (Michael Kunze/Bobby Goldsboro)
4. Medley (À la claire Fontaine)
5. Tu chanteras demain (Eddy Marnay/Jean Claudric)
6. Nur du (Frank Dostal/Rolf Soja)

- Face 2

1. Der Clochard (Candy De Rouge/Günther Mende/Candy de Rouge/Günther Mende)
2. Medley (Que reste-t-il de nos amours, La mer, C'est si bon)
3. Hab’ ich zuviel riskiert (avec Roland Kaiser)
4. Dich zu lieben (avec Roland Kaiser)
5. Medley espagnol (avec Roland Kaiser) (Solamente Una Vez, Recuerdos de Ypacarai, Quiereme Mucho)
6. La vie en rose/Schau mich bitte nicht so an (Édith Piaf/Ralph Maria Siegel/Louiguy)